# Warwara Matwejewna Barusdina

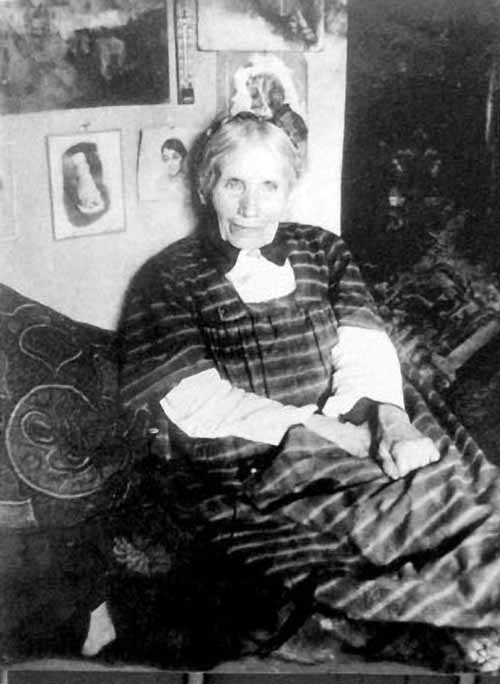
Warwara Matwejewna Barusdina

Warwara Matwejewna Barusdina (russisch Варвара Матвеевна Баруздина; * 7. Dezemberjul. / 19. Dezember 1862greg. in Krasny Cholm, Oblast Twer; † 1941 in Puschkin) war eine russische bzw. sowjetische Malerin.

## Leben
Die Handwerkertochter Barusdina kam 1875 nach St. Petersburg zu ihrem Onkel, dem Maler Pawel Tschistjakow, bei dem sie zu malen begann. Von 1880 bis 1885 studierte sie an  der Kaiserlichen Akademie der Künste. Für eine während des Studiums ausgeführte Arbeit hatte sie eine Silbermedaille der Akademie erhalten.
Nach dem Studium malte Barusdina Genreszenen und Landschaften. Sie stellte ihre Werke auf den Ausstellungen der Akademie in St. Petersburg (bis 1916), in Kiew (1888/1889) und Kasan (1889) aus sowie auf Ausstellungen des St. Petersburger Ersten Damenkunstkreises (1889) und der Moskauer Gesellschaft zur Förderung der Künste  (1895–1896). Für ihr Gemälde Babuschka wurde ihr 1890 die Große Silbermedaille verliehen. Ihr Gemälde Eine Nonne kaufte Pawel Tretjakow 1896 für seine Galerie.

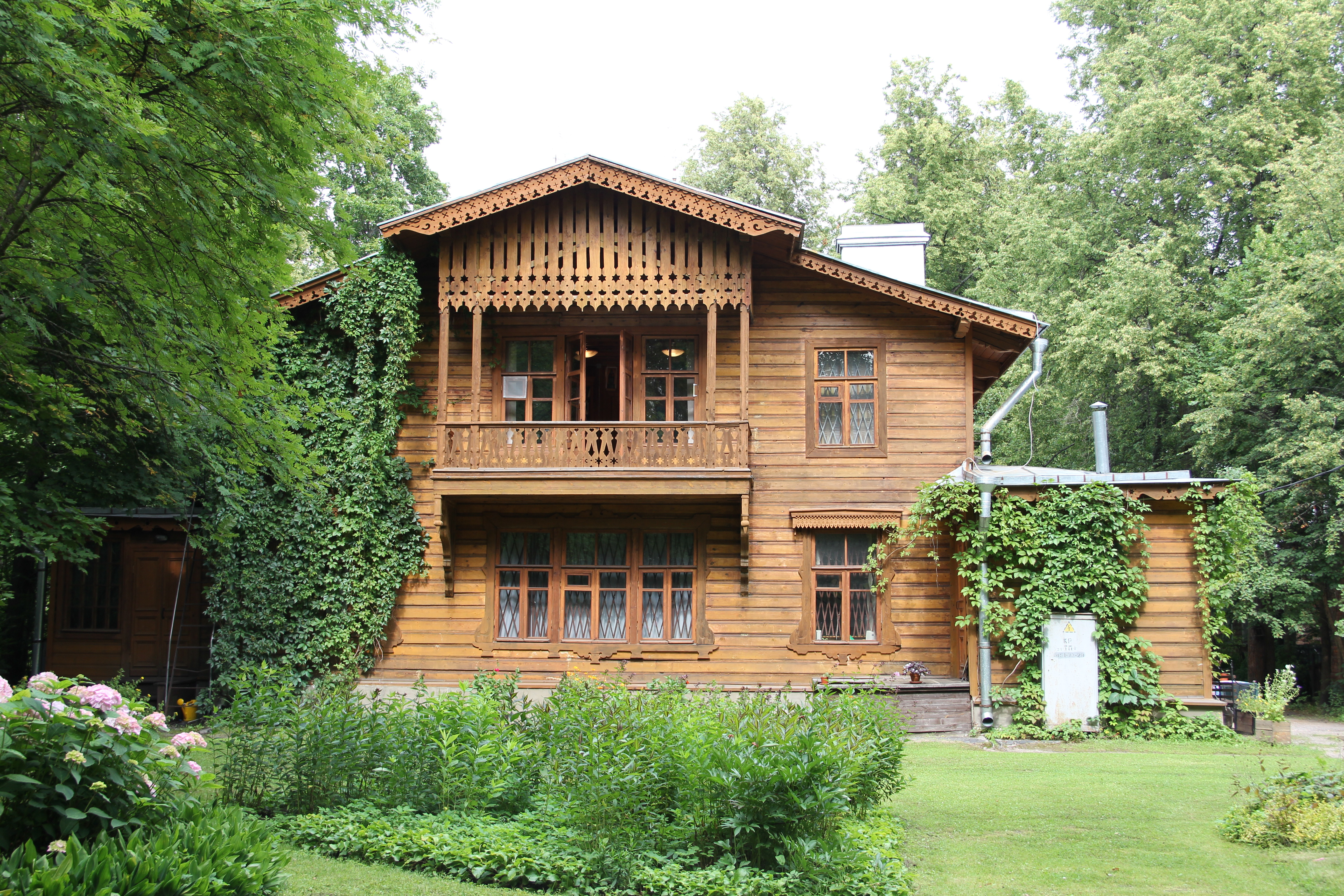
Tschistjakow-Haus-Museum

Nach der Oktoberrevolution während des Bürgerkriegs lebte Barusdina auf der Krim. Sie kehrte 1920 nach Petrograd zurück und wohnte im früheren Haus ihres Onkels in Detskoje Selo. Sie gab Malerei-Unterricht und schrieb ihre Memoiren bezüglich ihres Onkels Tschistjakow.
Im Deutschen Angriffskrieg wurde Barusdina zu Beginn der Leningrader Blockade von einem Wehrmachtssoldaten getötet, als sie ihn an  der Plünderung ihres Hauses zu hindern versuchte. Das Haus ist jetzt das Tschistjakow-Museum.

## Werke

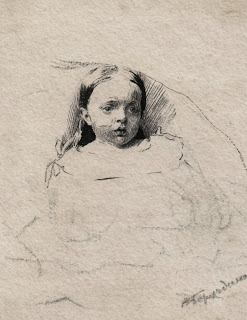
Ein Kind(1880er Jahre)
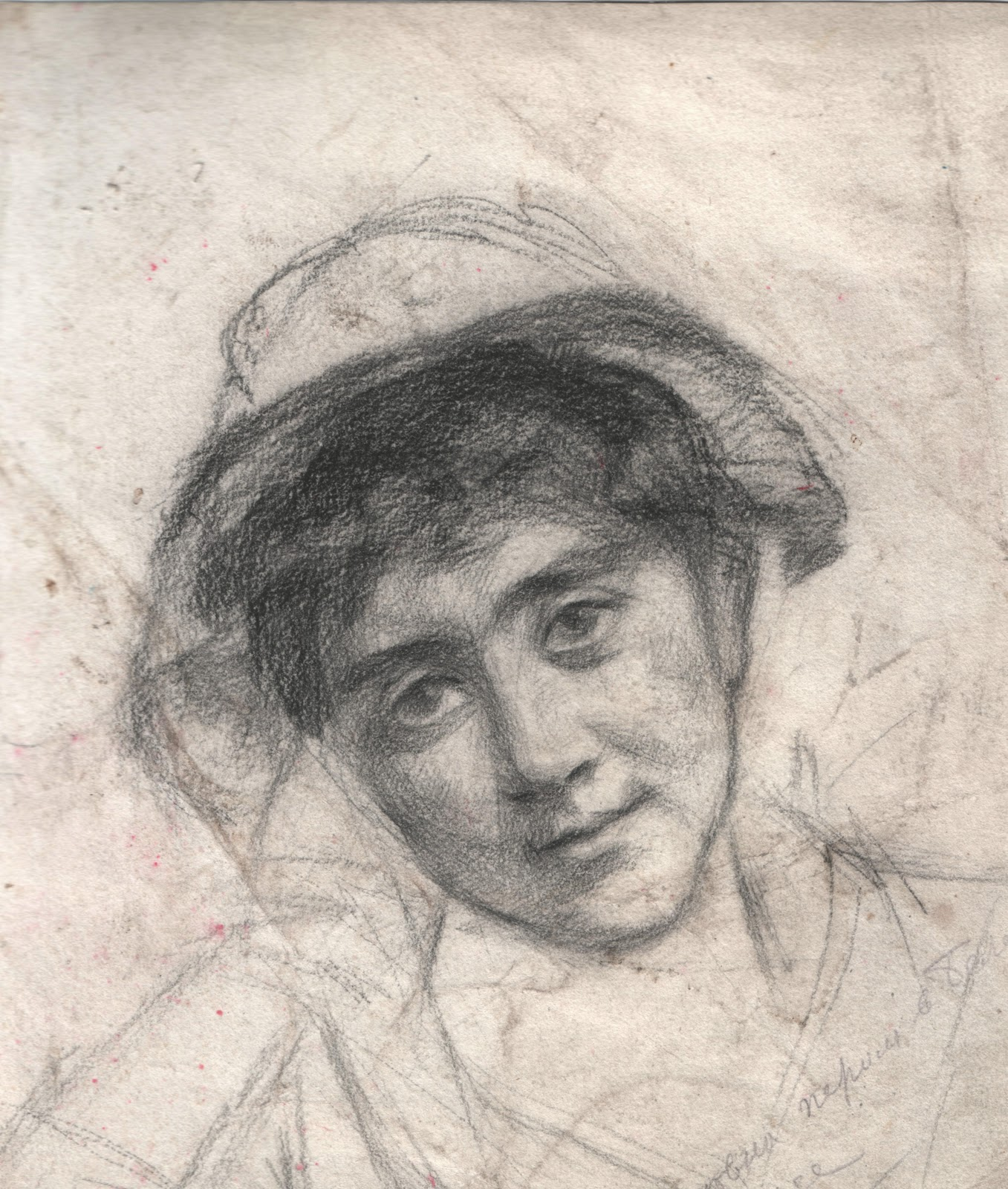
Eine Frau (1880er Jahre)
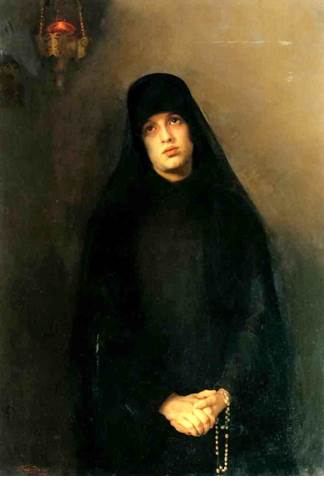
Eine Nonne (1893)
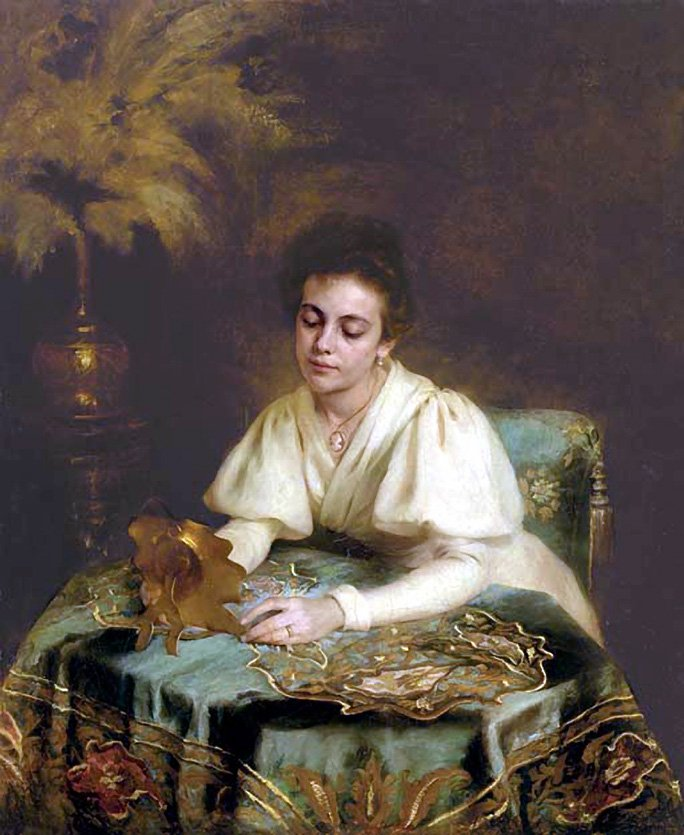
Trennung (1897)
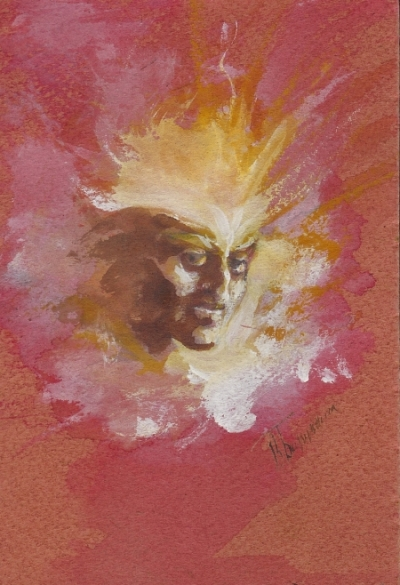
Mephisto